# Gunter Demnig
Gunter Demnig (Berlijn, 27 oktober 1947) is een Duitse beeldend kunstenaar, die bekend is geworden door zijn Stolpersteine-project.

## Biografie
Gunter Demnig groeide op in Nauen en Berlijn. In 1967 ging hij kunstpedagogie studeren aan de Hochschule für Bildende Künste in Berlijn, van 1969 tot 1970 gevolgd door een studie industrieel design. Van 1971 tot 1974 zette hij zijn studie kunstpedagogie voort aan de kunstacademie van Kassel.
In 1974 begon hij aan dezelfde universiteit met de studie vrije kunst bij Harry Kramer, die hij vanaf 1977 voor twee jaar opvolgde in de studierichting Planung, Bauleitung und -ausführung in der Denkmalsanierung. Van 1980 tot 1985 was hij wetenschappelijk medewerker in de studierichting kunst aan de Universiteit Kassel.
Vanaf 1985 werkte hij in zijn atelier in Keulen aan verscheidene kunstprojecten in samenwerking met onder andere de Moltkerei-Werkstatt en Kunstraum Fuhrwerkswaage en sinds 1994 met het IGNIS-Kulturzentrum.

## Project Stolpersteine
Um den Stein lesen zu können, muss man sich vor dem Opfer verbeugen (Gunter Demnig)

Zijn bekendste project is de door hem gestarte actie Stolpersteine (herinneringstekens voor alle slachtoffers van het nationaalsocialisme). Demnig kreeg patent op de steentjes, Stolpersteine is nu een merknaam.
- 1990 - Actie in Keulen ter herinnering aan de deportatie van Sinti en Roma
- 1993 - Ontwerp Stolpersteine-project
- 1996 en 1997 - Eerste (min of meer illegale) Stolpersteine in Berlijn-Kreuzberg en Keulen, in 1997 ook eerste twee Stolpersteine in St. Georgen (vlak bij Salzburg, Oostenrijk) voor de broers Matthias en Johann Nobis op uitnodiging van Andreas Maislinger, initiator van de Oostenrijkse Herdenkingsdienst (met uitdrukkelijke toestemming van de gemeente).
- 2000 - De officiële start van het Stolpersteine-project (Kunst- und Erinnerungsprojekt Stolpersteine[1])

## Prijzen en onderscheidingen
- Op 27 januari 2005 werd Gunter Demnig ter gelegenheid van de zestigste verjaardag van de bevrijding van het Concentratiekamp Auschwitz (1945) in Berlijn onderscheiden met de Obermayer German Jewish Award.
- Op 4 oktober 2005 ontving hij in de Orangerie van Slot Charlottenburg voor het Stolpersteine-project de hoge Duitse onderscheiding, de Verdienstorden der Bundesrepublik Deutschland.
- 2006: Alternative Kölner Ehrenbürgerschaft, waarmee hij na pastoor Franz Meurer uit Keulen-Vingst de tweede Keulenaar is die deze onderscheiding kreeg
- 2007: Giesberts-Lewinprijs van de Keulse Gesellschaft für Christlich-Jüdische Zusammenarbeit.
- 2008: Door de Duitse Minister van Binnenlandse Zaken Wolfgang Schäuble en de Minister van Justitie Brigitte Zypries onderscheiden met de benoeming tot ambassadeur voor democratie en tolerantie (Botschafter für Demokratie und Toleranz).
- 2009: Erich-Mühsamprijs van de Erich-Mühsam-Gesellschaft in Lübeck
- 2009: Josef-Neubergermedaille van de joodse gemeenschap Düsseldorf
- 2010: Rheinlandtaler van het Landschaftsverband Rheinland
- 2011: Otto-Hirschmedaille van de stad Stuttgart
- 2012: Verdienstorden van Baden-Württemberg
- 2012: Erich-Kästnerprijs van de Presseclub Dresden
- 2012: Marion Dönhoff Förderprijs
- 2013: Lothar Kreyssig vredesprijs
- 2014: Cultuurprijs Berliner Bär
- 2015: Eugen-Kogonprijs
- 2019: Verdienstorden van Nordrhein-Westfalen
- 2021: Benediktprijs van Mönchengladbach
- 2021: Erelid van de Art Directors Club
- 2022: Bronzen erepenning van de stad Gouda[3]
- 2023: Verdienstorden van Berlijn
- 2024: Arnold-Bodeprijs van Kassel
- 2024: Karl-Küpperprijs van Keulen
- 2025: Eredoctoraat van de Universiteit Gent[4]
- 2025: Officier in Orde van Oranje-Nassau[5]

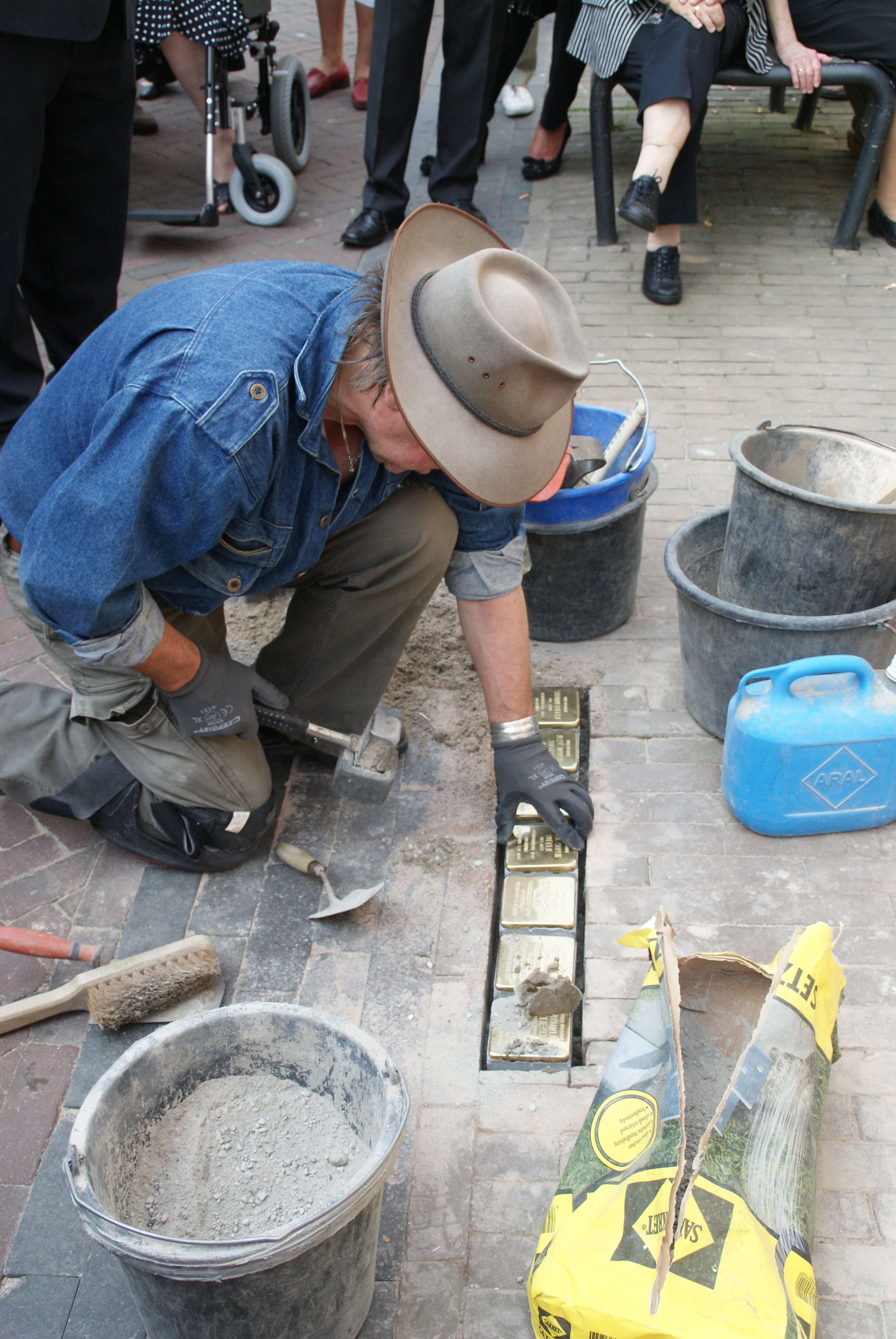
Plaatsing stolpersteine in Kampen, 2011
- Video 2013
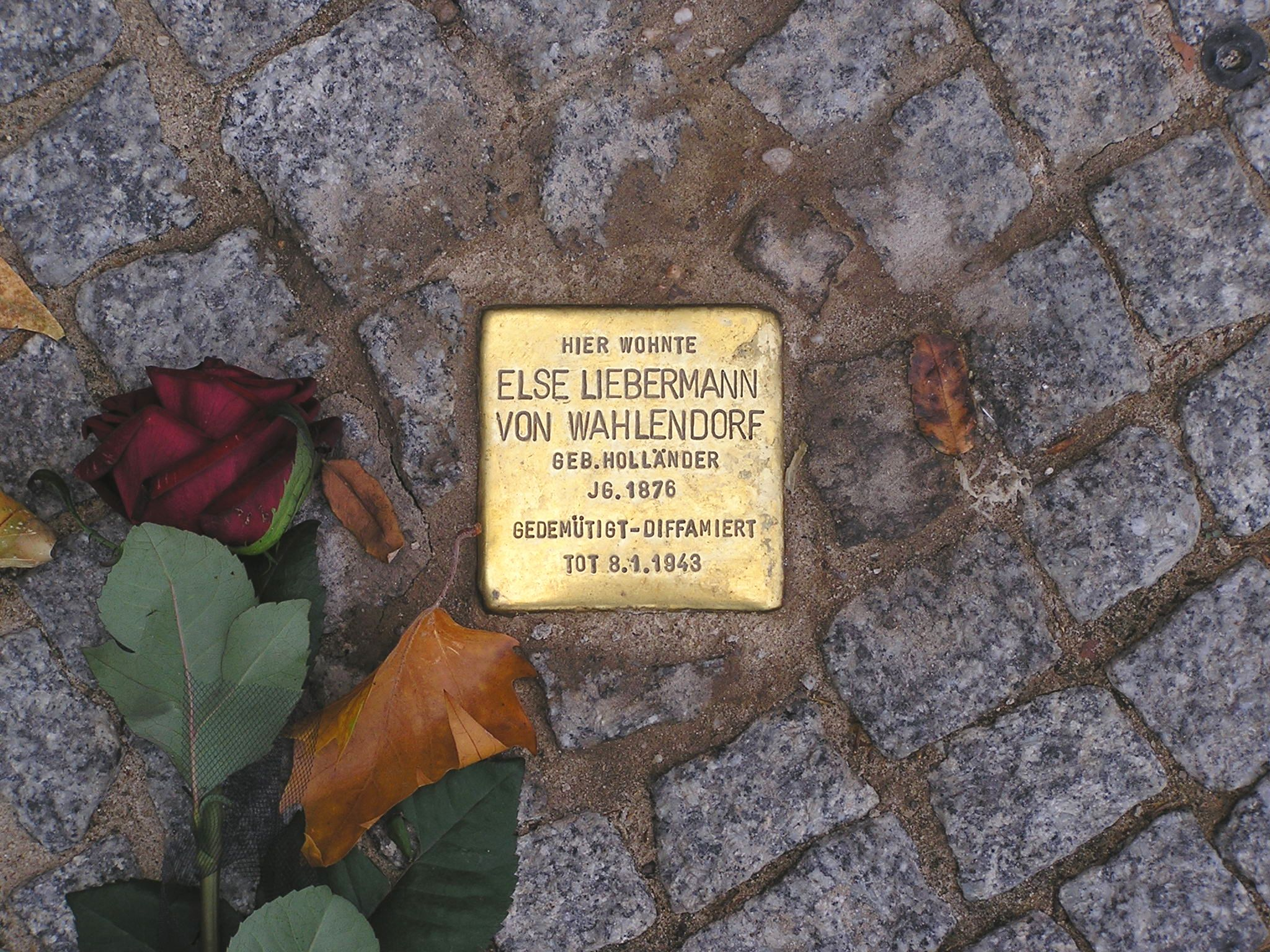
Stolperstein in Berlijn